# 마크 마조워
마크 마조워(Mark Mazower, 1958년 2월 20일 ~ )는 영국의 역사가이다. 그의 전문 분야는 그리스, 발칸반도, 보다 일반적으로는 20세기 유럽이다. 그는 뉴욕에 있는 컬럼비아 대학교의 역사학 교수이다.
마조워는 1981년 옥스퍼드 대학교에서 고전 및 철학 학사 학위를, 1988년 같은 대학교에서 박사 학위를 받았다. 그는 또한 존스 홉킨스 대학교(1983)에서 국제관계 석사 학위를 받았다. 컬럼비아에 도착하기 전에 마조워는 버크벡 칼리지, 서식스 대학교, 프린스턴 대학교에서 가르쳤다.
마조워는 그리스의 역사와 발칸 역사에 대해 광범위하게 저술했다.
또한 마조워는 20세기 유럽의 역사에 더 광범위하게 관심을 가지고 있다. 그의 저서 어두운 대륙: 유럽의 20세기(Dark Continent: Europe's Twentieth Century )는 유럽에서 민주주의의 승리가 불가피한 것이 아니라 오히려 시민, 신민, 지도자 측의 우연과 정치적 행위의 결과라고 주장했다.